# Hermann Mandel
Hermann Mandel (* 13. Dezember 1882 in Holzwickede (Westfalen); † 8. April 1946 in Kluvensiek bei Rendsburg) war ein deutscher Theologe und Religionswissenschaftler, der in der Zeit des Nationalsozialismus eine „Rassenseelenkunde“ propagierte.

## Leben und Wirken
Mandel, ursprünglich Johannes Hermann, war Sohn von Heinrich Mandel, einem Lehrer und späteren Leiter einer Waisenanstalt in Neukirchen. In Moers besuchte er das Gymnasium Adolfinum, wo er Ostern 1901 das Abitur ablegte. Danach studierte Mandel Theologie in Halle, Königsberg und Bonn. Im Oktober 1904 bestand er in Koblenz das Examen pro lic. concionandi. Im selben Jahr noch setzte er sein Studium an der Universität Greifswald bei Carl Stange fort. Er wurde 1906 mit seiner Schrift Die scholastische Rechtfertigungsllehre, ihre Bedeutung fur Luthers Entwickelung, ihr Grundproblem und dessen Lösung durch Luther gleichzeitig promoviert und habilitiert. Danach war er Dozent in Greifswald, ab 1911 Titularprofessor.
Von 1912 bis 1918 war Mandel Professor für Systematische Theologie in Rostock, dann als Nachfolger Erich Schaeders von 1918 bis 1935 Professor an der Universität Kiel. In diesen Jahren entfernte sich Mandel immer weiter von der evangelischen Lehre weg und wandte sich einer „Deutschtheologie“ zu. Deren Grundgedanke lag in der Entgegensetzung „zwischen abendländischer und orientalisch vorderasiatischer Geisteskultur“. Erstere begriff Mandel als „Wirklichkeitsreligion“, naturverbunden auf Lebensbewältigung gerichtet, letztere als „Jenseitsreligion“, naturfeindlich, dualistisch und fatalistisch. Mandels Religionspsychologie war antisemitisch und basierte auf der Annahme unveränderlicher rassischer Grundlagen jeden Glaubens. Um 1933 wurde Mandel Mitglied im völkischen Bund für Deutsche Kirche (Deutschkirche) und propagierte dort ein von allen jüdischen Einflüssen gereinigtes Christentum.
Mandel schloss sich 1933 ebenfalls der „Deutschen Glaubensbewegung“ an und war Vorsitzender eines kurzlebigen Freundeskreises der Arbeitsgemeinschaft Deutsche Glaubensbewegung sowie bis Herbst 1944 Mitherausgeber von Jakob Wilhelm Hauers Zeitschrift Deutscher Glaube.
1934 wurde Mandel Mitglied im Nationalsozialistischen Lehrerbund. Am 30. Mai 1937 beantragte er die Aufnahme in die NSDAP und wurde rückwirkend zum 1. Mai desselben Jahres aufgenommen (Mitgliedsnummer 4.425.184).
1936 publizierte er die Abhandlung Arische Gottschau. Im selben Jahr verließ Mandel die Theologische Fakultät und trat in die Philosophische Fakultät ein, wo er als Direktor des Instituts für Rassenkundliche Geistesgeschichte bis 1942 Vorlesungen über Rassenpsychologie, Rassenkulturkunde und Weltanschauungskunde hielt. Das Institut leitete er bis 1945.
1938 trat Mandel in den Nationalsozialistischen Deutschen Dozentenbund ein. 1939 erschien sein Buch Rassenseelenkunde als biologische Wissenschaft. Seit 1942 beteiligte er sich am NS-Projekt Kriegseinsatz der Geisteswissenschaften, wobei er als Schwerpunkt das Thema Die Philosophie als indogermanische Leistung, artbestimmte Grundzüge der indogermanischen Philosophie behandelte.
Nach Ende des Zweiten Weltkrieges wurden Mandels Schriften Deutscher Gottglaube von der deutschen Mystik bis zur Gegenwart (Armanen-Verlag, Leipzig 1934), Nordisch-arische Wirklichkeitsreligion (Hirschfeld, Stuttgart 1934), Arische Gottschau nach den ältesten Glaubensurkunden (Heims, Leipzig 1935), Deutsche Glaubensunterweisung in Frage und Antwort (Heims, Leipzig 1935), Bekenntnisglaube und deutscher Glaube (Gutbrod, Stuttgart 1936), Rassenkundliche Geistesgeschichte (Heims, Leipzig 1936) und Wirklichkeitsethik (Barth, Leipzig 1937) in der Sowjetischen Besatzungszone auf die Liste der auszusondernden Literatur gesetzt.
Sein Grab befindet sich auf dem Parkfriedhof Eichhof.

## Schriften (Auswahl)
- Die Erkenntnis des Übersinnlichen: Grundriß der systematischen Theologie. Leipzig: Deichert 1911–1912.
- Nordisch-Deutsches Seelentum im Gegensatz zum Morgenländischen. Stuttgart 1934.
- Nordisch-arische Wirklichkeitsreligion. 1934.
- Deutsche Glaubensunterweisung in Frage und Antwort. 1935.
- Deutscher Gottglaube. 1934.
- Rassenkundliche Geistesgeschichte. Eine einführende Antrittsvorlesung und ein systematischer Forschungsüberblick. Leipzig 1936 (Schriften zum deutschen Glauben. Heft 6).
- Das Wesen des Judentums nach Selbstzeugnis und Kulturleistung. Die Judenfrage im Licht der Rassenpsychologie und Kulturbiologie. In: Der Weltkampf, 1942, S. 189–199.